# Coming Home (Usher)
Coming Home è il nono album in studio del cantante statunitense Usher, pubblicato nel 2024.

## Tracce
1. Coming Home (featuring Burna Boy) – 3:15
2. Good Good (featuring Summer Walker and 21 Savage) – 4:07
3. A-Town Girl (featuring Latto) – 3:32
4. Cold Blooded (featuring The-Dream) – 3:16
5. Kissing Strangers – 3:08
6. Keep on Dancin' – 3:11
7. Risk It All (from the Original Motion Picture The Color Purple) remix (featuring H.E.R) – 3:21
8. Bop – 3:42
9. Stone Kold Freak – 3:34
10. Ruin (featuring Pheelz) – 3:01
11. Big – 3:27
12. On the Side – 3:03
13. I Am the Party – 3:39
14. I Love U – 3:17
15. Please U – 2:58
16. Luckiest Man – 3:21
17. Margiela – 3:44
18. Room in a Room – 2:17
19. One of Them Ones – 3:13
20. Standing Next to You (remix) (featuring Jungkook) – 3:34

Digital Skims bonus track
1. Believe – 3:31

 Digital expanded edition bonus track
1. Naked – 4:42